# شون كاربنتر
شون كاربنتر (بالإنجليزية: Shawn Carpenter)‏ هو عالم حاسوب أمريكي، ولد في 1968.